# Aurus Komendant

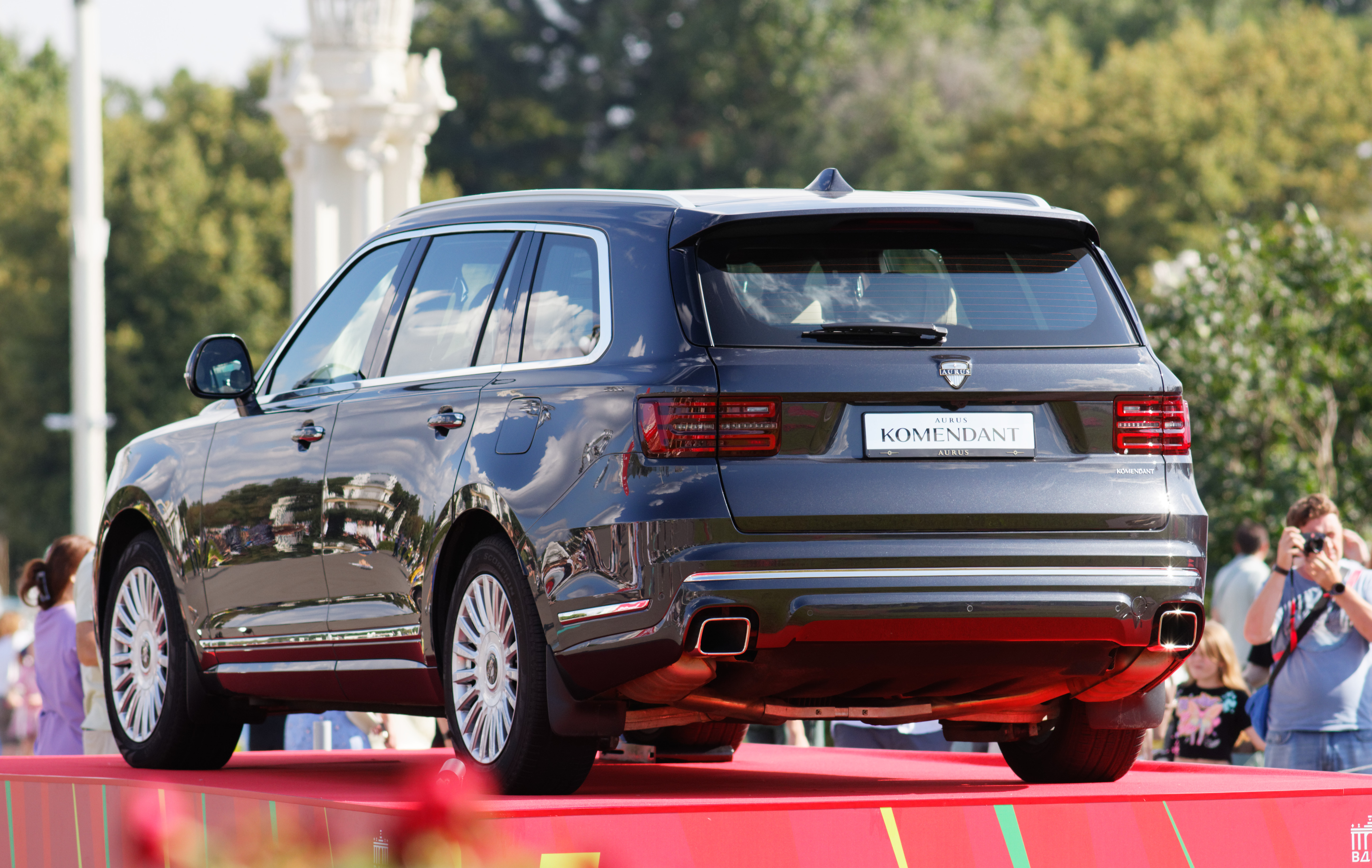
Heckansicht

Der Aurus Komendant ist ein russisches Luxus-SUV.

## Geschichte
Ein erster Prototyp des Fahrzeugs wurde im Frühjahr 2019 gezeigt. Anfang 2022 wurden Details zu den Eigenschaften veröffentlicht. Die Serienversion debütierte schließlich Ende September 2022. Ende November 2022 startete die Produktion in Jelabuga.
Benannt ist das SUV nach dem Kommandantenturm am Moskauer Kreml. Die Abmessungen ähneln denen eines Rolls-Royce Cullinan oder eines Cadillac Escalade. Technisch basiert der Komendant auf der Limousine Senat.

## Technische Daten
Angetrieben wird der Wagen vom gleichen 4,4-Liter-V8-Ottomotor, der auch im Senat zum Einsatz kommt. Unterstützt wird er ebenfalls von einem Synchron-Elektromotor. Auf 100 km/h beschleunigen soll der Komendant in 6,5 Sekunden, die Höchstgeschwindigkeit gibt der Hersteller mit 220 km/h an. Eine Luftfederung ermöglicht eine Bodenfreiheit von bis zu 260 mm.
|                                             | Komendant                      |
| ------------------------------------------- | ------------------------------ |
| Bauzeitraum                                 | seit 11/2022                   |
| Motorkenndaten                              |                                |
| Motortyp                                    | V8-Ottomotor + Elektromotor    |
| Motoraufladung                              | Biturbo                        |
| Hubraum                                     | 4400 cm³                       |
| max. Leistung Verbrennungsmotor             | 440 kW (598 PS) bei 5500 min−1 |
| max. Leistung Elektromotor                  | 46 kW (63 PS)                  |
| max. Drehmoment Verbrennungsmotor           | 880 Nm bei 2200–4750 min−1     |
| Kraftübertragung                            |                                |
| Antrieb                                     | Allradantrieb                  |
| Getriebe, serienmäßig                       | 9-Stufen-Automatikgetriebe     |
| Messwerte                                   |                                |
| Höchstgeschwindigkeit                       | 220 km/h                       |
| Beschleunigung, 0–100 km/h                  | 6,5 s                          |
| Kraftstoffverbrauch auf 100 km (kombiniert) | 18,5 l Super                   |